# Zerstäubungstechnik
Die Zerstäubungstechnik ist eine Disziplin der mechanischen Verfahrenstechnik und beschäftigt sich mit dem Zerstäuben, also der Zerteilung von Flüssigkeiten, Suspensionen oder Dispersionen in feine Tropfen.
Ziel dabei ist häufig eine starke Vergrößerung der freien Oberfläche, um Stoff- oder Wärmeaustauschvorgänge zu begünstigen. Ein ideales Spray besteht nur aus Tropfen mit gleich großem Durchmesser, man spricht dann von einem monodispersen Spray. Ein Tropfenkollektiv mit gleich großen Einzeltropfen lässt sich in Hinblick auf die Gesamtoberfläche einfach berechnen, wohingegen Tropfenkollektive mit einer breiteren Tropfengrößenverteilung allenfalls näherungsweise zu berechnen sind. Zum Messen realer Tropfengrößenverteilungen an Düsen und Zerstäubern nutzt man in der Praxis laseroptischen Methoden. Diese Methoden arbeiten berührungs- und beeinflussungsfrei.
Ein rein monodisperses Spray wird jedoch sehr selten erreicht. Realistisch sind dagegen Sprays mit einer engen Tropfengrößenverteilung. Die Anwendungen im technischen und häuslichen Bereich sind sehr vielfältig und reichen von Spraydosen, Ultraschallverneblern bis hin zu großen Reaktoren in der Sprühtrocknung von Lebensmitteln und chemischen Produkten.
Die zum Zerstäuben eingesetzten Düsen und Zerstäuber werden zweckmäßigerweise nach der Art der Energiezufuhr in Gruppen eingeteilt.

## Einstoff-Druckdüsen
Diese Düsenbauart nutzt ausschließlich die kinetische Energie eines aus einer Düsenmündung austretenden Flüssigkeitsstrahles oder einer Flüssigkeitslamelle zur Zerstäubung. Die Flüssigkeit wird hierzu mit einer Druckdifferenz {\displaystyle \Delta }p beaufschlagt. Hieraus resultiert eine bestimmte Strömungsgeschwindigkeit v des Fluids. Der austretende Flüssigkeitsstrahl beziehungsweise die Lamelle zerfällt aufgrund der turbulenten Strömung zu einzelnen Tropfen und bildet ein Spray. Zudem sind aerodynamische Effekte infolge der Wechselwirkung mit der umgebenden Atmosphäre bei der Tropfenbildung zu berücksichtigen.
Die Austrittsgeschwindigkeit der Flüssigkeit aus der Düsenmündung, deren Kontur und das erzeugte Tropfengrößenspektrum hängen von einer Vielzahl an Einflussgrößen ab. So spielen unter anderem die Druckdifferenz, die rheologischen Eigenschaften der Flüssigkeit und die geometrische Ausgestaltung der Düse selbst eine wichtige Rolle. Eine Austrittsgeschwindigkeit von vmax kann nicht überschritten werden.
{\displaystyle v_{\text{max}}\approx {\sqrt {\frac {2\cdot \Delta p}{\rho }}}}
Problematisch ist das Zerstäuben mit Einstoff-Druckdüsen grundsätzlich dann, wenn kleine Volumenströme höher viskoser Flüssigkeiten zu feinen Tropfen zerstäubt werden sollen. Hierzu sind relativ hohe Druckdifferenzen erforderlich. Gleichzeitig muss der kleinste Strömungsquerschnitt innerhalb der Düse, dieses ist üblicherweise der Düsenaustritt, relativ klein sein. Dieses führt rasch dazu, dass der durch die Reynolds-Zahl Re charakterisierte Turbulenzgrad der Strömung einen Betrag von Re < 2300 annimmt.
{\displaystyle Re={\frac {D\cdot v\cdot \rho }{\eta }}.}
In diesem Fall liegt eine so genannte laminare Düsenströmung vor. In den meisten Fällen ist dann das Erzeugen eines Sprays mit feinen Tropfen nicht mehr möglich. Eine weitere dimensionslose Kennzahl beschreibt das Aufbrechen von Flüssigkeitsstrahlen oder Lamellen zu Tropfen. Hierbei handelt es sich um die Ohnesorge-Zahl Oh,
{\displaystyle Oh={\frac {\eta }{\sqrt {\rho \cdot \sigma \cdot D}}}}
Ein aus der Düsenmündung austretender laminarer Flüssigkeitsstrahl zerfällt unter bestimmten Bedingungen zu annähernd monodispersen Tropfen. Dieser Zerfallsmechanismus ist als Rayleigh’scher- oder laminarer Strahlzerfall bekannt. Besonders interessant hierbei ist, dass Flüssigkeiten mit einer hohen Viskosität zu besonders feinen Tropfen zerfallen. Ursache hierfür ist, dass aufgrund der wirksamen Erdbeschleunigung der Flüssigkeitsstrahl mit zunehmender Entfernung von der Düsenmündung immer schneller fließt. Nach den Regeln der Kontinuitätsgleichung geht dieses einher mit einer Abnahme des Strahldurchmessers. Zerfällt dieser dünne Flüssigkeitsstrahl, resultieren hieraus entsprechend kleine Tropfendurchmesser.
Der Tropfendurchmesser x für niederviskose Flüssigkeiten kann in guter Näherung berechnet werden,
{\displaystyle x\approx 1{,}89\cdot d},
wobei d in diesem Fall den Durchmesser der Düsenmündung beschreibt. Beim Zerfall höher viskoser Flüssigkeiten sind zudem die relevanten rheologischen Eigenschaften zu berücksichtigen.
{\displaystyle x\approx 1{,}88\cdot d_{s}\cdot \left(1+3\cdot Oh\right)^{\frac {1}{6}}}
{\displaystyle d_{s}} bezeichnet hierbei den Strahldurchmesser am Ort des Zerfalls.
Das Prinzip des Rayleigh’schen Strahlzerfalls kommt beispielsweise bei Gartenbrausen zum Einsatz. Lochbleche mit definierten Bohrungsdurchmessern liefern ein nahezu monodisperses Tropfengrößenspektrum, welches in etwa natürlichen Regenereignissen entspricht.

### Turbulenz- und strahlbildende Düsen
Aus der Düsenmündung tritt ein kompakter Flüssigkeitsstrahl aus. Dieser Düsentyp eignet sich in erster Linie dazu, einen impulsreichen Flüssigkeitsstrahl zu erzeugen. Das gezielte Reinigen von Oberflächen oder das Hochdruck-Schneiden von Metallen sind typische Anwendungen. Das rasche Aufbrechen des Flüssigkeitsstrahles und somit das Ausbilden feinerer Tropfen kann man erzielen, indem bereits innerhalb der Düse die Flüssigkeit mehrfach umgelenkt wird. Auch Querschnittsänderungen in den Strömungskanälen oder so genannte Borda-Mündungen unterstützen den Strahlzerfall. Bei moderaten Druckdifferenzen {\displaystyle \Delta }p kommen zudem Coanda-Mündungen zum Einsatz.

### Lamellenbildende Düsen

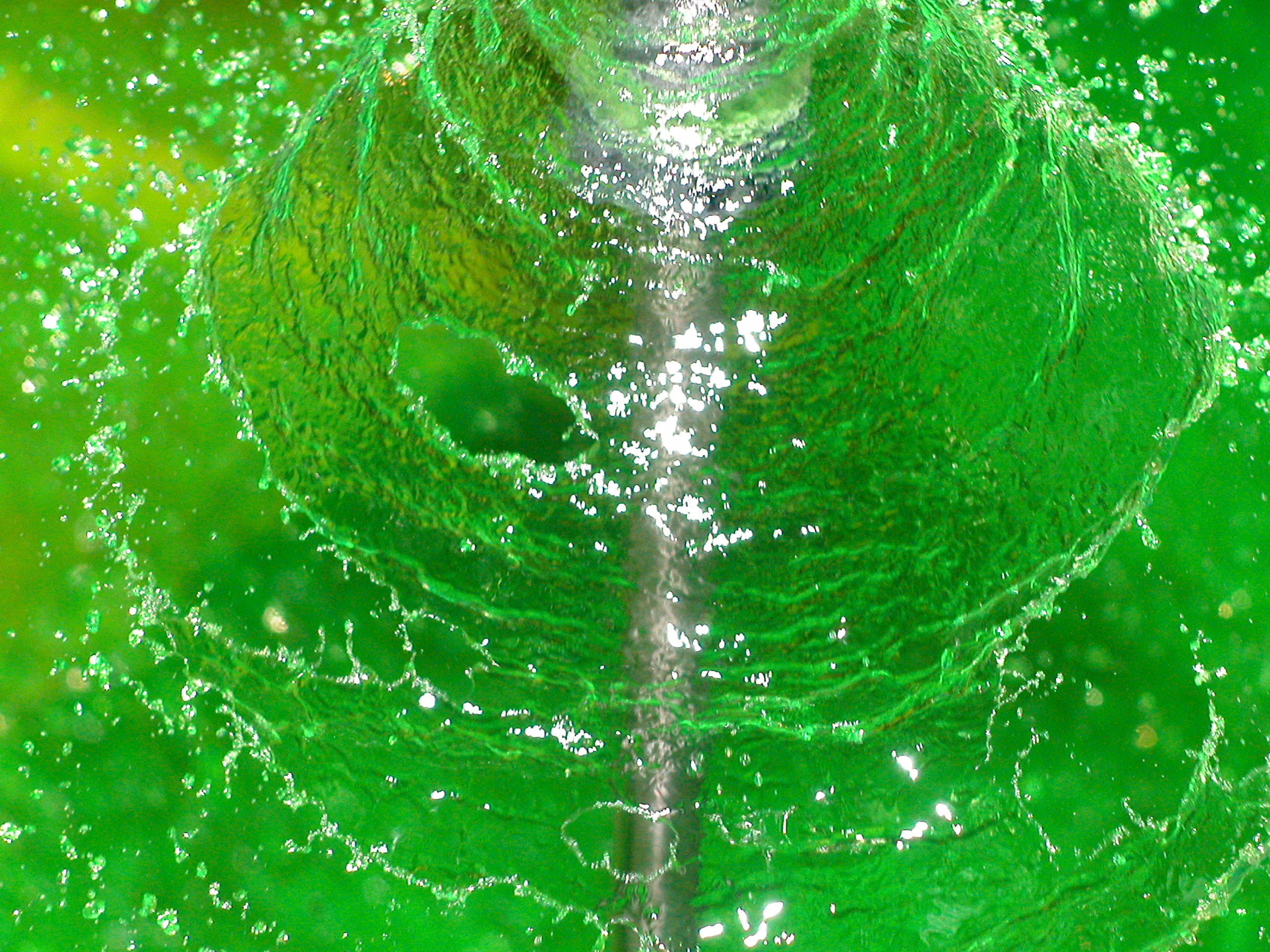
Zerfall einer Flüssigkeitslamelle durch Randwulstkontraktion und Lochbildung.

Hierzu zählen beispielsweise die Flachstrahl- und Hohlkegel-Druckdüsen sowie Zungen- und Kegeldüsen. An der Düsenmündung wird eine Flüssigkeitslamelle mit der Lamellendicke {\displaystyle \delta } ausgebildet. Diese zerfällt durch verschiedene Zerfallsmechanismen zu einem Spray. Diese können überschlägig als Betrag der Weber-Zahl We mit
{\displaystyle We={\frac {v^{2}\cdot \delta \cdot \rho }{\sigma }}}
in vier Bereiche eingeteilt werden:
- We < 2: Ausbilden einer Lamelle ist nicht möglich.
- We < 1640: Zerfall durch Randwulstkontraktion und eventuelle Lochbildung. Es entstehen relativ grobe Tropfen.
- We > 1640: Aerodynamisches Zerwellen. Starke Interaktion mit der umgebenden Gasatmosphäre. Relativ feine Tropfen werden ausgebildet.
- We >> 1640: Der Zerfall wird zunehmend durch turbulente Effekte bestimmt. Feine Tropfen entstehen.

In technischen Anwendungen ist häufig die Hohlkegel-Druckdüse (HKD) anzutreffen. Entweder durch spezielle Drallkörper innerhalb der Düse oder durch tangentiale Eintritte in die so genannte Drallkammer wird erreicht, dass die Flüssigkeit nicht den vollständigen Düsenaustrittsdurchmesser ausfüllt. Es bildet sich somit eine relativ dünne Flüssigkeitslamelle aus, welche zu feinen Tropfen zerfällt. Bei den Tangential-HKD können somit verhältnismäßig große Strömungsquerschnitte verwendet werden. Dieses minimiert die Verstopfungsneigung der Düse bei Verwendung verunreinigter Flüssigkeiten. Bei den HKD ist das Berechnen des Volumenstroms als Funktion der Druckdifferenz {\displaystyle \Delta }p sowie der Dichte und Viskosität der Flüssigkeit aufwendig. Zu beachten ist ferner das HKD-Paradoxon. Dieses besagt, dass im Gegensatz zu Düsen mit vollständig gefülltem Düsenaustritt der Volumenstrom mit zunehmender Flüssigkeitsviskosität zunächst ansteigt. Bei abnehmender Viskosität hingegen sinkt er. Dieses führt beispielsweise dazu, dass bei einer Vorwärmung von Öl bei einer definierten Druckdifferenz der Volumenstrom abnimmt.
Die meisten lamellenbildenden Düsen liefern bei identischen Betriebsbedingungen und gleicher Rheologie der Flüssigkeit deutlich feinere Tropfen als die Strahl- und Turbulenzdüsen.

## Zweistoff- oder pneumatische Zerstäuber
Bei diesen Düsenbauarten dient ein mit hoher Geschwindigkeit strömender Gas- oder Dampfmassenstrom als Energielieferant für den Zerstäubungsprozess. Dieses bietet den Vorteil, dass im Gegensatz zu Einstoff-Druckdüsen auch kleinere Volumenströme an höher viskosen Flüssigkeiten zu einem feinen Tropfengrößenspektrum vernebelt werden können. Eine wichtige Rolle spielt hierbei das Massenstromverhältnis {\displaystyle \mu } zwischen dem Gas und der Flüssigkeit.
{\displaystyle \mu ={\frac {{\dot {m}}_{g}}{\dot {m}}}}
Dieses Massenstromverhältnis wird auch als Beladung bezeichnet. Tendenziell werden mit zunehmender Beladung die erzeugten Tropfen feiner. Je größer die Beladungszahl wird desto mehr Spielraum hat man bezüglich der Massenströme für einen konstanten charakteristischen Tropfendurchmesser.

### Zweistoff-Düsen äußerer Mischung

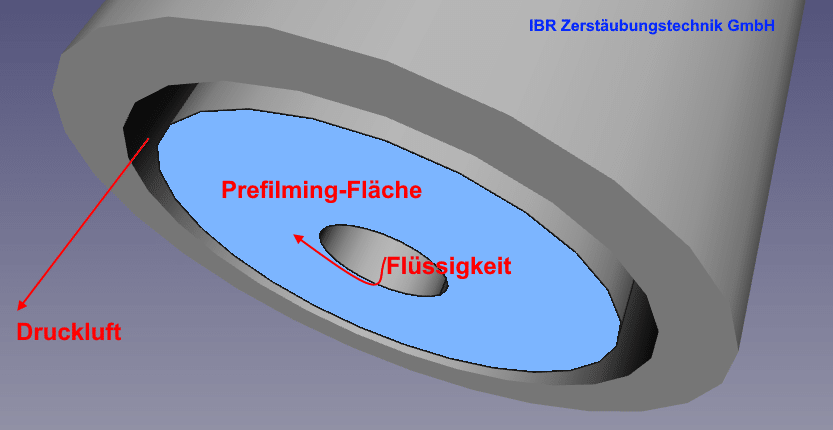
Prefilming-Fläche an einer Zweistoff-Düse äußerer Mischung.

Die zu zerstäubende Flüssigkeit und das Gas treffen erst außerhalb der Düse in Wechselwirkung miteinander. Häufig anzutreffen ist hier die Prefilming-Düse. Die Flüssigkeit tritt nahezu drucklos im Zentrum der Düse aus. Das Gas strömt mit hoher Geschwindigkeit aus einem umgebenden Ringkanal. Hieraus resultiert im Nahbereich der Düsenmündung ein Unterdruck, welcher die Flüssigkeit auf der Prefilming-Fläche als Film ausbreitet. Dieser dünne Film trifft auf das mit hoher Geschwindigkeit strömende Gas und wird zu feinen Tropfen zerteilt. Unter bestimmten Bedingungen arbeitet dieser Düsentyp selbstansaugend.

### Zweistoff-Düsen innerer Mischung
Bei diesen Düsenbauarten erzeugt man bereits im Inneren der Düse ein Zweiphasen-Gemisch. Dieses weist eine geringe Schallgeschwindigkeit auf. In der Düsenaustrittsebene resultiert hieraus ein so genannter Drucksprung. Tropfen mit einem kritischen Durchmesser erfahren hierdurch eine weitere Zerteilung und tragen zu einem hohen Feinanteil an Tropfen im Spray bei. Im Gegensatz zu den Zweistoff-Düsen äußerer Mischung müssen Gas- und Flüssigkeitsdruck aufeinander abgestimmt werden. Insofern ist ein höherer regelungstechnischer Aufwand erforderlich.

## Rotationszerstäuber
Rotationszerstäuber zählen zur Gruppe der mechanischen Zerstäuber. Eine rotierende Scheibe oder ein Becher wird nahezu drucklos mit Flüssigkeit beaufschlagt. Die Flüssigkeit wird aufgrund der Haftbedingungen zum Rand hin beschleunigt. Sie bildet je nach Betriebsbedingungen einzelne Flüssigkeitsfäden oder eine Lamelle aus. Diese zerfallen in einer bestimmten Entfernung vom Rand des Zerstäubers zu Tropfen.
Rotationszerstäuber gelten als nahezu verstopfungsfrei, da keine kritischen Querschnitte erforderlich sind. Zudem reinigen sie sich infolge der Zentrifugalbeschleunigung selbstständig, wenn die Flüssigkeitszufuhr unterbrochen wird. Aus diesem Grund werden sie häufig zum Zerstäuben von Suspensionen eingesetzt. Besonders interessant ist, dass sie unter bestimmten Umständen in der Lage sind, ein nahezu monodisperses Spray zu liefern.
Je nach Betriebsbedingung treten an einem Rotationszerstäuber folgende Tropfenbildungsmechanismen auf:
Abtropf-Vorgänge: Bimodale Tropfengrößenverteilung
Fadenzerfall: Es entstehen nahezu monodisperse Tropfen
Lamellenbildung: Tropfengrößenverteilung ähnlich wie bei Lamellen bildenden Einstoff-Druckdüsen
Rotationszerstäuber werden im Betriebsbereich des Fadenzerfalls oftmals in der Lackiertechnik eingesetzt. Das zusätzliche elektrostatische Führen der Tropfen minimiert hierbei den unerwünschten Overspray-Effekt.